# Johan Falk: Blodsdiamanter
Johan Falk: Blodsdiamanter är en svensk action-thriller från 2015 i regi av Peter Lindmark med Jakob Eklund i huvudrollen. Filmen har svensk premiär den 27 juli 2015 och är den artonde filmen om Johan Falk.

## Handling
GSI följer upp ett vapenspår som leder dem till kavkazmaffians högkvarter på västkusten. GSI-medlemmen Niklas Saxlid infiltrerar gruppen men plötsligt inträffar något och Niklas försvinner. Samtidigt delas Rydellgänget upp i två falanger när de ska genomföra sin största kupp någonsin.

## Rollista
- Jakob Eklund - Johan Falk
- Mikael Tornving - Patrik Agrell
- Henrik Norlén - Lasse Karlsson
- Meliz Karlge - Sophie Nordh
- Jens Hultén - Seth Rydell
- Alexander Karim - Niklas Saxlid
- Christian Svensson - Ramzan
- Björn Bengtsson - Jack
- Mårten Svedberg - Vidar Pettersson
- Aliette Opheim - Madeleine Wiik
- Henrik Lundström - Leffi
- Ivan Mathias Petersson - Artem
- Marie Richardson - Helén Falk
- Jonatan Rodriguez - Renato
- Peter Franzén - Milo
- Lukas Loughran - Zacke
- Mahmut Suvakci - Ali Mahmoud Hansson
- Zeljko Santrac - Matte
- Małgorzata Pieczyńska - Ryska kvinnan
- Alexander Gustafsson - Insatspolis